# 白井屋ホテル
白井屋ホテル（しろいやホテル）は、群馬県前橋市のホテル。アート・デスティネーション。

## 歴史
前身の白井屋旅館は300年の歴史を持つ老舗旅館で、旧宮内庁御用達であり、乃木希典や森鴎外ら著名人に愛されたが、2008年に廃業した。市外のマンション業者に跡地が売り出され街の景観などに影響が出ることを危惧した『一般社団法人 前橋まちなかエージェンシー』代表理事や『アーツ前橋』館長らの相談を受けた田中仁の財団が、前橋市の町おこしを兼ねてこの旅館を再生させるプロジェクトを立ち上げ、建築家の藤本壮介、芸術家のレアンドロ・エルリッヒ、プロダクトデザイナーのジャスパー・モリソンらが「ほぼボランティアで」参加した。エルリッヒが参加したのは、藤本の建築のファンだったからだという。
2020年12月、開業。
2021年7月、新型コロナウィルスに対応する医療従事者を応援する割引プランの取り扱いを開始。
2021年、米国のインテリア雑誌『AD(アーキテクチュラル・ダイジェスト)』の「2021 AD Great Design Hotel Award」を受賞。
同年、ナショナル・ジオグラフィック・トラベラー誌の「National Geographic Traveller Hotel Awards 2021」にベストデザインホテル部門で入選。
2021年9月にブルーボトルコーヒーのカフェがホテル内に出店された。大都市以外では初の出店であった。上毛新聞は開店日に百人の行列ができたと報じた。このカフェの設計をしたのは芦沢啓治である。
2021年10月、ドバイを拠点とするGolden Tree Events Managing & Organisingが主催するInternational Travel Awardの「The Best New Hotel in Japan 2021」を受賞。
2023年3月、藤本壮介、橋本麻里らを執筆陣に迎えた書籍『Shiroiya Hotel Giving Anew』英語版が刊行された。

## 上記以外の参加アーティスト
- ローレンス・ウェイナー
- 杉本博司
- ミケーレ・デ・ルッキ[15]
- 鬼頭健吾
- リアム・ギリック
- 塩田千春
- 小野田賢三
- 村田峰樹
- 宮島達男
- 安東陽子
- 武田鉄平[16]
- ライアン・ガンダー[17]
- 金子三勇士[18]
- 鈴木ヒラク[19]
- 石岡すみれ[20]